# Clay Center (Nebraska)
Clay Center település az Amerikai Egyesült Államok Nebraska államában, Clay megyében, melynek megyeszékhelye is. Lakosainak száma 735 fő (2020. április 1.).

## Népesség
A település népességének változása:

| 2010 | 760 |
| 2020 | 735 |